# Danzantes

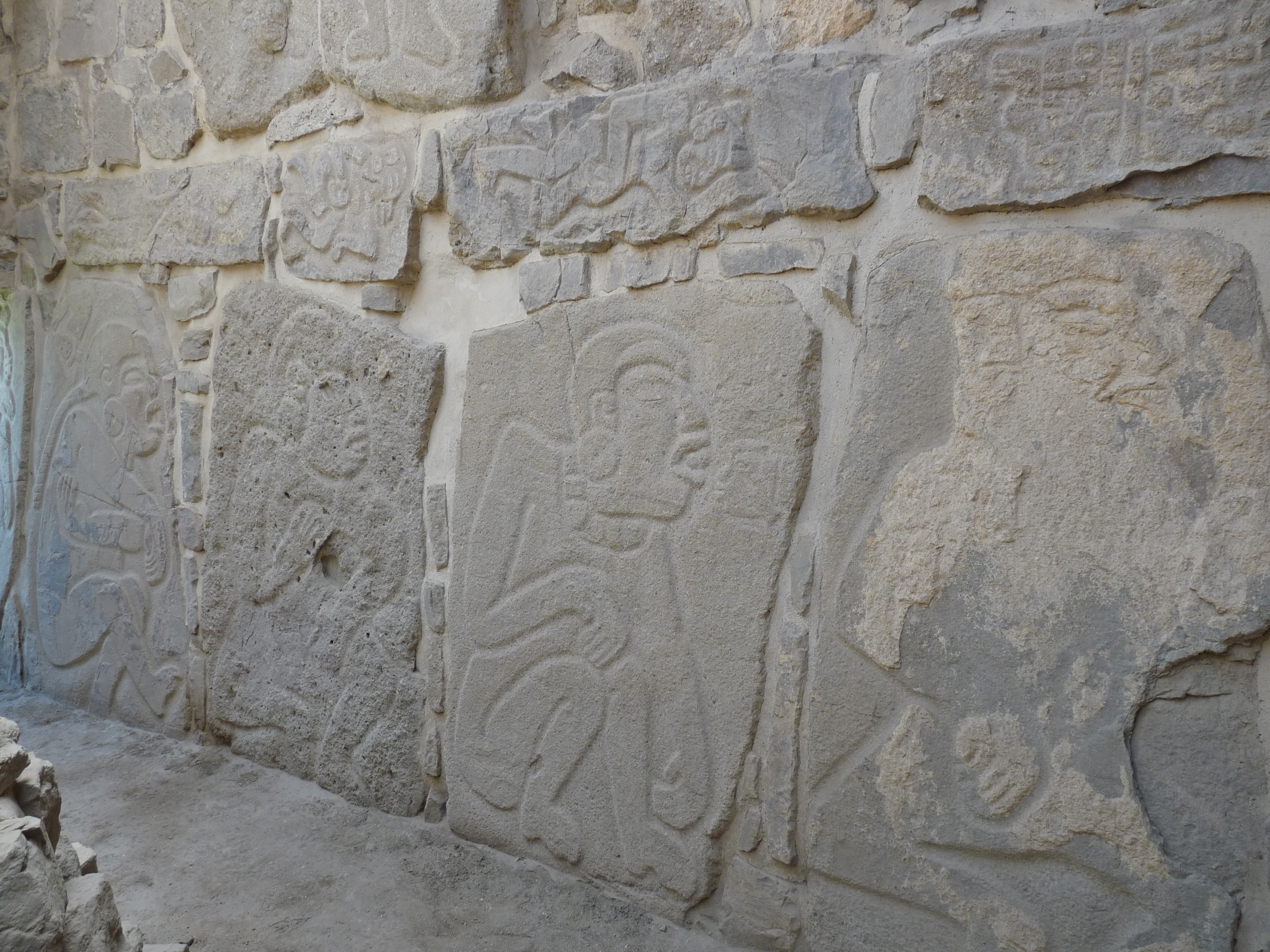
Quelques-uns des Danzantes visibles à l'intérieur de l'édifice éponyme.

Les Danzantes sont des sculptures qui ont été retrouvées sur le site archéologique mésoaméricain de Monte Albán, au Mexique.
Ce sont des pierres plates, des sortes de stèles, sur lesquelles sont gravés des personnages dévêtus dans des positions de contorsion.
Les premières hypothèses sur l'identité de ces personnages les ont identifiés comme des danseurs et sont à l'origine du nom de ces sculptures et de celui de l'édifice où elles ont été retrouvées. Cependant, ces hypothèses ont été rejetées par les mésoaméricanistes contemporains. De nouvelles hypothèses, dont aucune ne fait l’unanimité scientifique, évoquent la possibilité qu'il s’agisse de personnes atteintes de handicaps physiques ou de prisonniers morts, torturés ou destinés à être sacrifiés.
Une autre hypothèse serait qu'il s'agirait de représentation des joueurs de pelote.